# Грин-парк (станция метро)
Грин-парк (англ. Green Park) — станция глубокого заложения лондонского метро, расположенная на окраине Грин-парка с выходами на обе стороны площади Пикадилли. На станции останавливаются поезда линий «Пикадилли», «Виктория» и Юбилейной. На Юбилейной линии станция расположена между «Бонд-стрит» и «Вестминстер»; на линии «Пикадилли» — между площадью Пикадилли и «Гайд-парк-корнер», а на линии «Виктория» — между станциями «Виктория» и «Оксфордская площадь». Станция находится в тарифной зоне 1.

## История
Станция впервые открыта в 1906 году на железной дороге GNP & BR и первоначально называлась «Довер-стрит» в честь расположенной рядом улицы. Была подвергнута модернизации в 1930-х годах, когда лифты заменили эскалаторами, дважды расширена в 1960-х и 1970-х годах при прокладке линий «Виктория» и «Юбилейная».
Станция находится неподалёку от отеля «Ритц», Королевской академии искусств, Сент-Джеймсского дворца, Беркли-сквер, Бонд-стрит, Берлингтонской аркады, элитного универмага Фортнум & Мейсон и является одной из двух (вторая — Сент-Джеймсский парк), обслуживающих Букингемский дворец.

## Иллюстрации

Станция «Грин-парк»
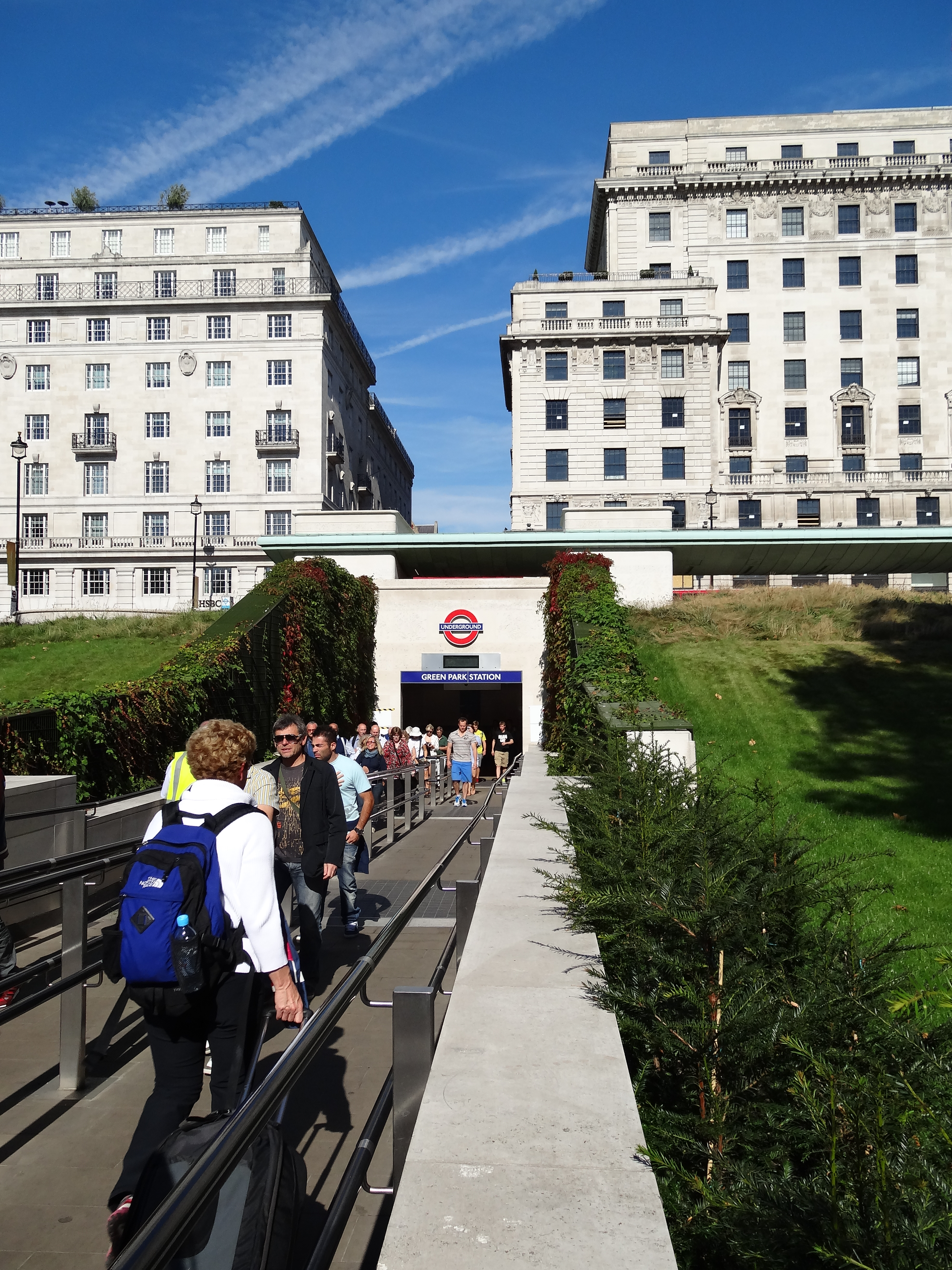
Вход из парка
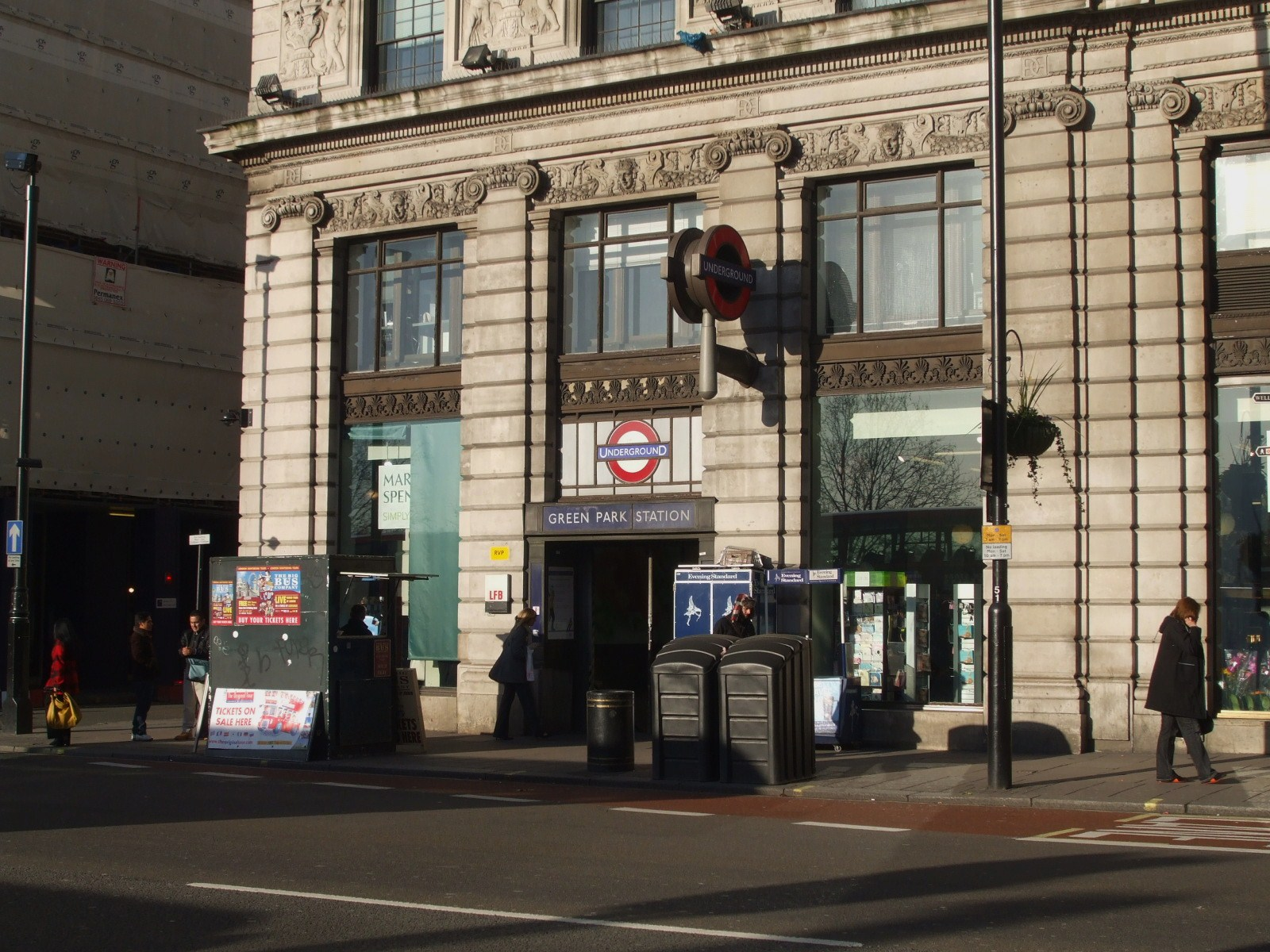
Вестибюль
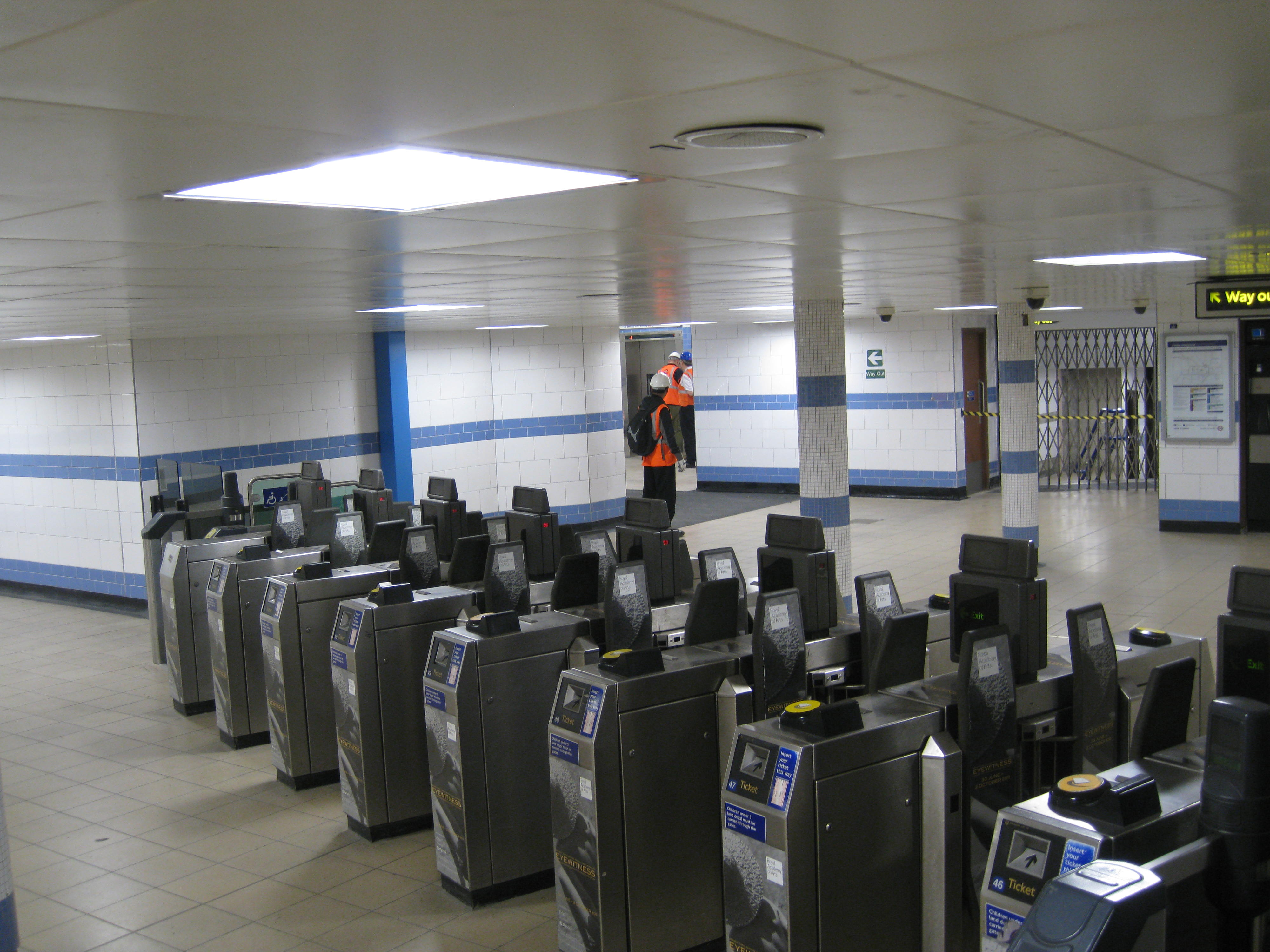
Турникеты
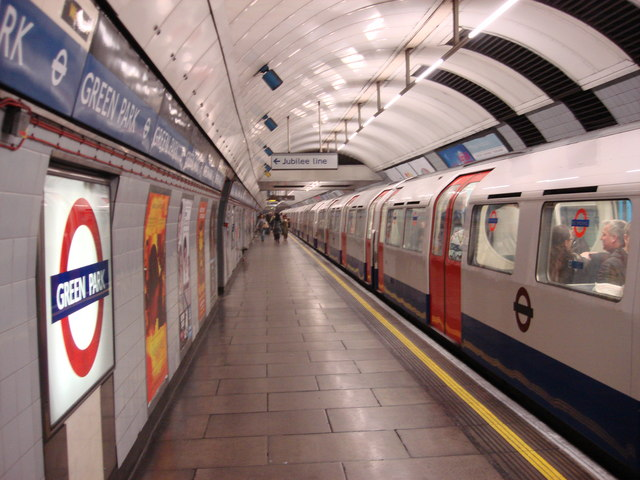
Платформа
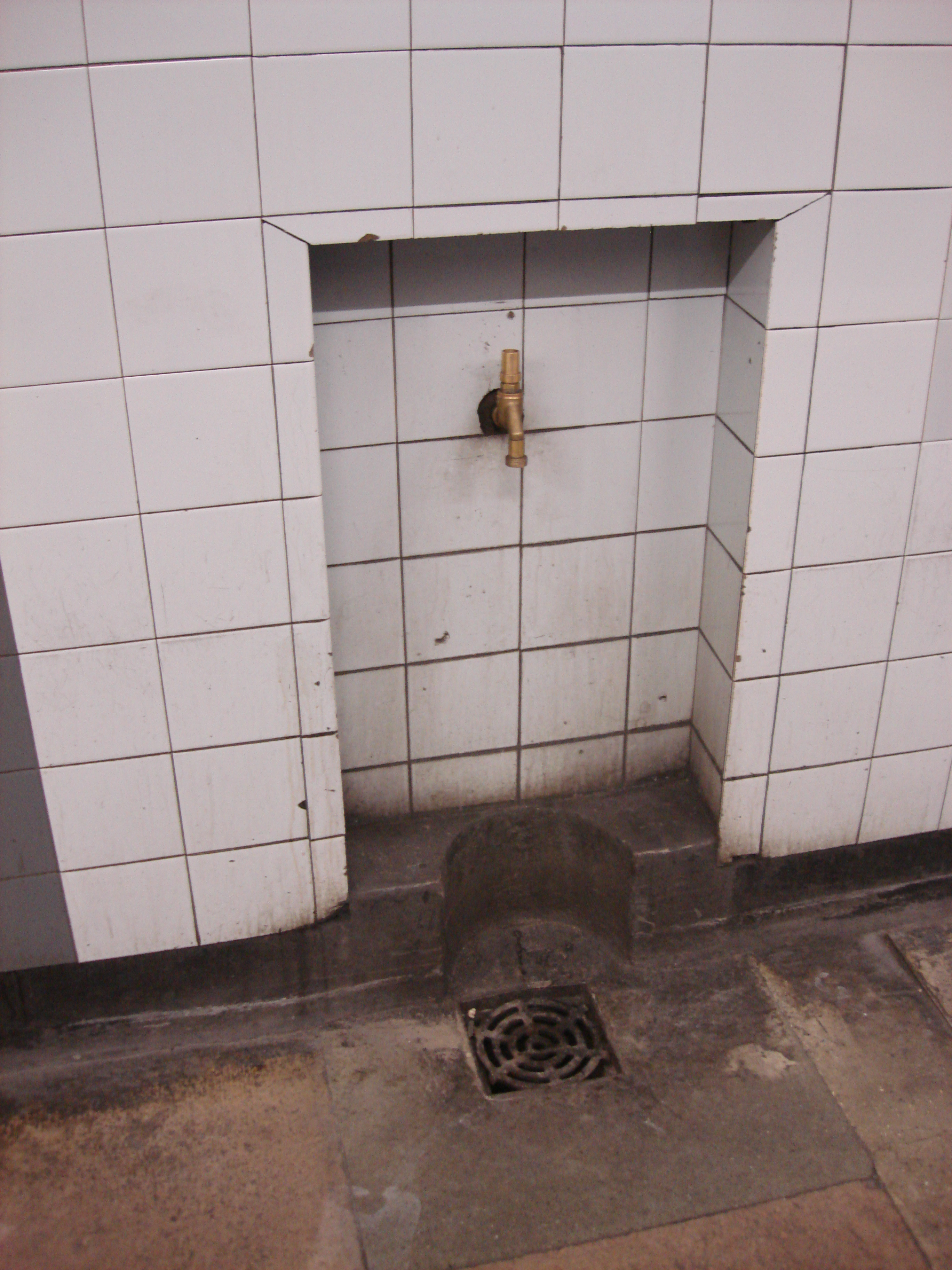
Кран на платформе линии «Виктория»